# Марија Тарсијска
Марија Тарсијска је православна светитељка из града Тарса.
Као млада живела је као блудница у граду Тарсу. У њеном житију стоји да је једном приликом гостионицу у којој је радила наишла два старца. Један од њих је извадио Јеванђеље и наглас га читао . Он му је тада пришла и села поред њега. Старац ју је одгурнуо рекавши: „Бестидна сладостраснице, како се не стидиш да нам приђеш и да седнеш поред нас? ” Она му је одговорила: „Оче, немој се гадити мене, иако сам препуна свакојаких грехова, јер и Господ Бог, Владатељ свих, не одгурну блудницу која дође к Њему.” Старац јој тада рече: „А л и се та блудница од Христа не поврати на грех.”  Одговорила је: „Надам се и ја на Сина Бога живога, да се од овога часа ни ја нећу повратити гресима, ако ме упутите на пут покајања.” Старци су јој рекли да ће се спасти, ако их буде послушала.
Оставила је свој посао и сву своју имовину и пошла са старцима. Они су је одвели у женски манастир и наставили својим путем. У манастиру је провела своје време у молитви и покајању све до старости. Тамо је стекла велике врлине и за живота се удостојила чињења чудеса. Умрла је у дубокој старости у миру.